# Post-black metal
Post-black metal is een term die gebruikt wordt voor bands die zich weliswaar als blackmetalband profileren maar het muzikaal gezien niet zijn. Vaak is er wellicht enige overlapping, bijvoorbeeld in de teksten of de zang, maar voldoet de muziek structureel niet aan de eisen voor black metal. Ook zijn er veel bands die aanvankelijk wel black metal speelden maar zodanig zijn geëvolueerd dat zij niet meer als zodanig te beschrijven zijn. De meest bekende 'post-blackmetalband' is ongetwijfeld Cradle of Filth, die weliswaar in de niche extreme metal vallen en gebruikmaken van zangtechnieken zoals de grunt en scream (zang), maar die stilistisch gezien beïnvloed zijn door de NWOBHM en gothic metal.